# モスクワ劇場占拠事件

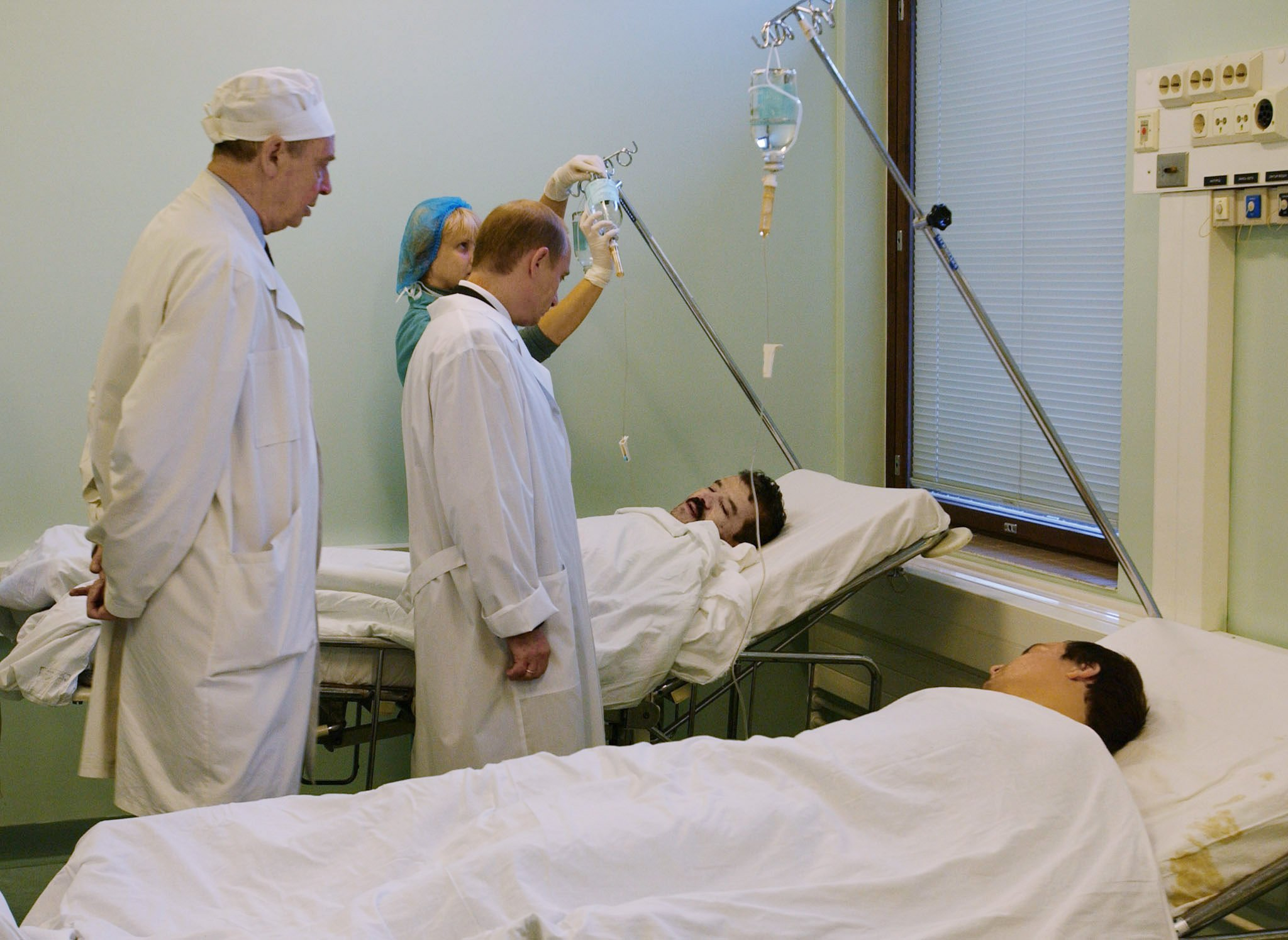
事件後に病院に収容された生存者を見舞うプーチン大統領（2002年10月26日）

モスクワ劇場占拠事件（モスクワげきじょうせんきょじけん）は、2002年10月23日 - 10月26日にかけて、ロシア連邦内でチェチェン共和国の独立派のテロリストが起こした人質事件である。

## 10月23日
2002年10月23日午後9時過ぎ、モスクワのクレムリンから南東約4キロのドブロフカ（ドゥブロフカ）地区にある国営ボールベアリング工場文化宮殿「ドブロフカ・ミュージアム」でロシア初のミュージカル「ノルド・オスト」の公演中、40-50人の重武装のテロリストが劇場のメインホールに侵入。観客ら922名を人質に取った。約90人が自力で脱出した。
劇場を占拠した武装集団はチェチェン独立派武装勢力「イスラム特務連隊」司令官であるモフサル・バラエフ(殺害された初代司令官アルビ・バラエフの甥)をリーダーとし、ロシア連邦軍がチェチェンから撤退しなければ人質を殺害すると脅迫した。期限は1週間で、期限内に要求が受け入れられない場合は人質の射殺を開始すると警告した。
人質たちは携帯電話で家族や友人・知人らと連絡を取ることが許可され、彼らの証言からテロリストたちが手榴弾、地雷、即席爆発装置を体に巻き付けており、さらに劇場全体に大量の爆発物を設置していることが明らかになった。テロリストには女性も含まれ、北コーカサス地域では非常に珍しいニカブを着用していた。
人質は全員講堂に集められ、オーケストラボックスはトイレに利用された（劇場内のトイレはガラス張りで、犯人が人質を誤射する恐れがあり使用は禁止されていた）。人質たちは携帯電話を通じてロシア当局にテロリストを制圧するための軍事作戦を強行しないよう求めた。
テロリストたちは早い段階で子供、妊婦、外国人、けが人など150-200人を解放した。女性2人は自力で脱出した（1人は負傷）。テロリストたちは治安部隊が武力介入すれば人質を殺害すると言明した。
当局は水、食料、医薬品などの差し入れを求めたが、テロリストは拒否。人質たちは劇場内のわずかなジュースや菓子等を分け合い飢えをしのいだ。

## 10月24日
10月24日午前1時半、26歳の女性が劇場内に入り、ロシア連邦保安庁（FSB）の職員と間違われ射殺された。彼女の遺体は後に医療チームにより搬出された。
ロシア政府はテロリストたちに「人質を全員無傷で解放すれば第三国への出国を認める」と提示した。テロリストたちはウラジーミル・プーチン大統領にチェチェンでの敵対行為の停止を求めた。プーチン大統領はジョージ・W・ブッシュ米国大統領ら海外首脳との会談をキャンセルした。
テロリストはアスランベク・アスラハノフ、イリーナ・ハカマダらロシア政財界の著名人らとの対話を要求した。ハカマダ下院議員は劇場内でテロリストと交渉した。また、ミハイル・ゴルバチョフも交渉を仲介する用意があることを表明した。テロリストは国際赤十字と国境なき医師団の代表者が交渉を主導するため劇場に来ることを要求した。
24日、人質39人が解放された。解放された人質の1人は「ロシア政府が要求を受け入れなければ人質を射殺する」というテロリストからの警告を伝えた。
テロリストはチェチェンの指導者アフマド・カディロフが交渉のため劇場に来れば人質50人を解放する用意があると伝えたが、カディロフは応じず、解放は実行されなかった。
この時、劇場1階が給湯器の故障により浸水した。後にロシア治安当局がテロリストの会話を傍受するため下水道を利用していたことが判明した。

## 10月25日
10月25日、チェチェンに同情的なジャーナリストのアンナ・ポリトコフスカヤやエフゲニー・プリマコフ、ルスラン・アウシェフらがテロリストとの交渉に参加した。テロリストはプーチン大統領の代表者との交渉を要求した。人質の家族らは劇場の外やモスクワ中心部で反戦デモを行った。
25日、テロリストは各国の外交官立ち合いの下、75人の外国人の解放に同意した。また、7歳から13歳までの8人の未成年者を含む15人の人質を解放した。プーチン大統領との会談後、ニコライ・パトルシェフFSB長官は、「残りの人質を解放すればテロリストの生命の安全を保証する」と言明した。
25日夜、人質の家族の男性が劇場内に入り、テロリストに射殺された。男性は自分の息子を探していたと報じられた。この男性の遺体は身元が判明する前に火葬された。
25日午後9時55分、アゼルバイジャン人を含む4人の人質が解放された。この日、19人の人質が解放された。
25日深夜、人質の30歳男性が座席の背もたれを乗り越えて女性テロリストに襲いかかろうとしたため、テロリストが発砲し人質2人が負傷した。この男性は講堂から連れ出され、後に射殺されたと報じられた。

## 10月26日
10月26日午前1時15分ごろ、劇場内で3発の銃声と爆発音が聞こえた。
午前2時ごろ、2台の救急車が劇場前に乗り付け、2人の負傷した人質が搬送された。
午前5時30分、ロシア大統領府公式サイトは「ドゥブロフカで人質解放作戦が開始された」。
午前6時20分頃にロシア連邦保安庁（FSB）の特殊部隊であるアルファ部隊が突入。その際、突入部隊はテロリストを眠らせるためにKOLOKOL-1と呼ばれる無力化ガスを劇場の換気口や暖房用のパイプに開けた穴から流し込んだ。劇場内にいたテロリストと人質の大半はガスを吸い込み短時間で意識を失い、異変を察知し応戦しようとしたテロリストと突入部隊が銃撃戦になったが、まもなく制圧された。テロリストは全員射殺された。
なお、突入の直前にテロリストが人質を殺害したとの報道もあったが、発表では銃弾により死亡した人質はいない。人質の死因は窒息死で、当局が使用したガスの成分など詳細を救助隊に秘匿したため、適切な処置が施されなかった。多くの人質は劇場から運び出された後、仰向けに寝かされ、喉に嘔吐物が詰まり窒息死した。

## 特殊ガスの正体
ロシア政府は当初、無力化ガスの成分を一切公表しなかったが、後日、ロシア保健相が麻酔薬であるフェンタニルを主成分にしたものであると発表した。しかし、詳細な成分については今なお不明である。

## 事件の謎
武装勢力は一人残らず射殺されたと報道されたが、ただ一人死を免れたハンパシ・テルキバエフという男がいたことは極秘にされた。
2003年、ロンドン在住の元FSB大佐アレクサンドル・リトビネンコは、ロシアの政党自由ロシア副議長、セルゲイ・ユシェンコフに、テルキバエフに関する情報を手渡した。直後の4月17日、ユシェンコフ議員はモスクワの自宅前で射殺された。リトビネンコによれば、テルキバエフはチェチェン武装勢力に浸透し、挑発するための訓練を受けていたという。テルキバエフはチェチェンのアスラン・マスハドフ大統領（当時）のプレスサービスに勤めていた過去を持ち、また、（劇場占拠事件後の2003年3月）ストラスブルグで開かれた欧州評議会議員総会（PACE）のセッションに、ロシア議会外交委員長のドミトリー・ロゴージンの随員として参加していた。テルキバエフは国営紙「ロシア新聞」の記者証を所持していたとされる。
その後、この事件について調べていたアンナ・ポリトコフスカヤの前にテルキバエフが現れ、自分は劇場占拠時、内部にいた囮工作員で、武装勢力をそそのかした主犯だったとアンナ・ポリトコフスカヤに明かした。またロシア連邦保安庁（FSB）の捜査官でもあり、クレムリンの顧問であると証言した。テルキバエフが、なぜ命を差し出すような証言をしたのかは不明だが、取材したアンナ・ポリトコフスカヤがインタビューを公開した後、2003年12月15日、テルキバエフはチェチェンで自動車事故により死亡した。アンナ・ポリトコフスカヤも、2006年10月7日午後、自宅エレベーター内で射殺体で発見された。ちなみに10月7日はプーチン大統領の誕生日である。